# Paul P. Momtaz
 (octobre 2022).
La mise en forme du texte ne suit pas les recommandations de Wikipédia : il faut le « wikifier ».
Les points d'amélioration suivants sont les cas les plus fréquents :
- Les titres sont pré-formatés par le logiciel. Ils ne sont ni en capitales, ni en gras.
- Le texte ne doit pas être écrit en capitales (les noms de famille non plus), ni en gras, ni en italique, ni en « petit »…
- Le gras n'est utilisé que pour surligner le titre de l'article dans l'introduction, une seule fois.
- L'italique est rarement utilisé : mots en langue étrangère, titres d'œuvres, noms de bateaux, etc.
- Les citations ne sont pas en italique mais en corps de texte normal. Elles sont entourées par des guillemets français : « et ».
- Les listes à puces sont à éviter, des paragraphes rédigés étant largement préférés. Les tableaux sont à réserver à la présentation de données structurées (résultats, etc.).
- Les appels de note de bas de page (petits chiffres en exposant, introduits par l'outil «  Source ») sont à placer entre la fin de phrase et le point final[comme ça].
- Les liens internes (vers d'autres articles de Wikipédia) sont à choisir avec parcimonie. Créez des liens vers des articles approfondissant le sujet. Les termes génériques sans rapport avec le sujet sont à éviter, ainsi que les répétitions de liens vers un même terme.
- Les liens externes sont à placer uniquement dans une section « Liens externes », à la fin de l'article. Ces liens sont à choisir avec parcimonie suivant les règles définies. Si un lien sert de source à l'article, son insertion dans le texte est à faire par les notes de bas de page.
- La présentation des références doit suivre les conventions bibliographiques. Il est recommandé d'utiliser les modèles {{Ouvrage}}, {{Chapitre}}, {{Article}}, {{Lien web}} et/ou {{Bibliographie}}. Le mode d'édition visuel peut mettre en forme automatiquement les références.
- Insérer une infobox (cadre d'informations à droite) n'est pas obligatoire pour parachever la mise en page.

Pour une aide détaillée, merci de consulter Aide:Wikification.
Si vous pensez que ces points ont été résolus, vous pouvez retirer ce bandeau et améliorer la mise en forme d'un autre article.
 (février 2023).
Pour les articles homonymes, voir Momtaz.
Paul P. Momtaz est un économiste allemand et professeur d'économie financière à l'Université Goethe de Francfort-sur-le-Main, où il occupe la chaire de capital-investissement à la House of Finance (en).

## Transporteur
Paul Momtaz a étudié l'économie et les mathématiques aux universités de Hambourg, Paris, Cambridge et Los Angeles. Il a terminé son habilitation en 2020. La même année, il a été répertorié dans le classement WirtschaftsWoche parmi les 10% d'économistes d'entreprise les plus axés sur la recherche. Parallèlement à sa carrière universitaire, il a travaillé pendant plusieurs années comme consultant en gestion et banquier. Momtaz est co-organisateur de la Crypto Valley Conference, la plus grande conférence mondiale sur les technologies de crypto-monnaie et de blockchain.

## Travailler
- Dissanaike G, Drobetz W, Momtaz PP et Rocholl J (2021). L'économie de l'application de la loi : preuves quasi expérimentales du droit des OPA[5]. Journal de la finance d'entreprise, 67, 101849.
- Dissanaike G, Drobetz W et Momtaz PP (2020). Politique de concurrence et rentabilité des acquisitions[6]. Journal de la finance d'entreprise, 62, 101510.
- Drobetz, W. & Momtaz, PP (2020). Réglementations en matière d'OPA et valeur de l'entreprise : nouvelles perspectives du marché des fusions et acquisitions[7]. Journal des finances d'entreprise, 62, 101594.
- Momtaz, P.P. (2021). Le prix et les performances de la crypto-monnaie[8]. Le Journal européen des finances, 27(4-5), 367-380.
- Momtaz, P.P. (2020). Finance d'entreprise et aléa moral : Preuve des offres symboliques[9]. Journal of Business Venturing, 106001.
- Fisch, C. & Momtaz, P.P. (2020). Investisseurs institutionnels et performances post-ICO : une analyse empirique des rendements des investisseurs dans les offres initiales de pièces de monnaie (ICO)[10]. Journal des finances d'entreprise, 64, 101679.
- Momtaz, P.P. (2020). Émotions des PDG et évaluation de l'entreprise dans les offres initiales de pièces : une approche d'intelligence émotionnelle artificielle[11]. Journal de gestion stratégique.

## Les recherches en cours
- Fonctionne sur SSRN
- Fonctionne sur ResearchGate

## Prix
- Top 10 % des économistes d'entreprise allemands[3]
- Nomination pour le Best Paper Award de la Financial Management Association (FMA) 2017
- Nommé pour le prix du meilleur article de la Financial Management Association (FMA) en 2020